# Грб Српског царства
Грб Српског царства је појам који се често јавља у стручној литератури и популарној књижевности, а односи се на грб или амблем српске државе из времена цара Душана и његовог сина цара Уроша. О грбу или грбовима који су користили ова два владара, данас не знамо много, али током историје, јавио се читав низ грбова који су приписани периоду Српског царства.
Према мишљењу Александра Соловјева и других познатих хералдичара, почеци српске хералдике у XIV вијеку су врло скромни и средином тог вијека једва да се јављају први покушаји владалачких грбова, који су истовремено и грбови држава. Прве, доста скромне, податке о грбовима средњовјековних јужнословенских земаља налазимо у „Путу око свијета“, једног шпанског фратра из 1330. године. Ти грбови су били доста нестални, а што се тиче грбова провинција и властеоских кућа Српског царства, Соловјев одбацује њихово постојање у овом периоду.
Најпознатији грбови који се приписују Српском царству и његовим владарима су грбови познати под следећим именима:
- Грб Душановог краљевства;
- Династички грб Немањића;
- Грб Немањићког царства;
- Илирски грб;
- Грб цара Стефана Душана;
- Грб цара Стефана Уроша;
- Грб Трибалије према сликама Сабора у Констанцу и
- Грб Српског царства према Милошу Милојевићу.

## Грб Душановог краљевства
Први познати грб Душановог краљевства је онај који су описали и илустровали каталонски картографи на основу својих запажања приликом посјете тадашњој Србији. Овај грб је преузет са заставе тадашње Србије из 1339. године у портолану каталонског картографа, Душановог савременика, Анђелина Дунсерта. На њему је приказано краљевство Душана Немањића са његовом престоницом Скопљем, над којим се вијори златни барјак са црвеним двоглавим орлом.
Овај грб је најстарији познати грб који се приписује Српском царству. Он приказује црвеног двоглавог орла на златној позадини. Сматра се да су Немањићи грб двоглавог орла преузели од Византије. Двоглави орао се и касније појављује у српској хералдици, али у другачијој композицији боја.

## Династички грб Немањића
Традиционалним династичким грбом Немањића се сматра онај са бијелим двоглавим орлом на црвеном штиту. Познато је да су сви Немањићи за свој грб користили двоглавог орла, а сматра се да су тај грб преузели од Византије.
У вријеме Стефана Првовенчаног, користио се црвени двоглави орао на сребрној позадини, а у вријеме Српског краљевства под Стефаном Душаном, позадина је била златна (као у претходном примјеру). Проглашењем Српског царства дошло до инверзије боја и појављује се грб са бијелим орлом на црвеној позадини. Управо због ове инверзије која је урађена за вријеме цара Душана, постоје мишљења хералдичара да је грб, ког данас називамо династичким грбом Немањића, највјернији приказ грба Српског царства.
На сачуваним печатима, као што је печат краља Твртка Котроманића на писмима Дубровчанима, се јасно види грб Немањића са десне стране, али без дефинисаних боја и без периферија. Грб са овим бојама ће тек касније постати познат као династички грб Немањића.

## Грб Немањићког царства према илирским грбовницима
Развој хералдике у Европи, али и код нас (илирска хералдика) допринио је унапређењу неких наших традиционалних грбова са новим елементима. Грб Немањића, који је од XIV вијека био препознатљив као бијели двоглави орао на црвеној позадини, добија додатне периферне хералдистичке елементе, као што су царска круна и кринови или љиљани, чиме подсјећа на царску хералдику других европских земаља.
Илустрацију грба са оваквим елементима налазимо у многим европским грбовницима (један од познатијих је грбовник Stemmatographia sive armorum Illyricorum delineatio, descriptio, et restitutio или Стематографија Илирије, објављен 1701. у Бечу). Код већине тих грбовника, овај грб се назива Imperium a Nemanide Insignia - грб Немањићког царства или Imperium a Servia Insignia - грб Српског царства.
Осим бијелог орла на црвеном штиту, грб садржи и двије минијатурне златне круне на главама орла, као и два златна љиљана поред канџи. Грб је прекривен траком или плаштом, а на њему стоји царска круна Немањића. Слична верзија Немањићког грба се јавља и касније, а у XIX вијеку, ова верзија постаје стандард за грб модерне српске државе.

## Илирски грб
Илирски грб је грб који експонира са појавом илирске хералдике у XVI вијеку, а приписује се времену постојања некакве древне Илирије. Протагонисти ове хералдике ту древну Илирију, такође повезују и са Српским царством из XIV вијека, називајући ову државу обновљеним Илирским царством.
Грб се најчешће јавља са мотивима златне шестокраке звијезде изнад сребрног полумјесеца, на црвеном пољу. На Балкану се тај мотив појављује много прије турског времена и није у директној вези са исламском или турском симболиком. Неки средњовјековни владари прихватају ову хералдику, тако да се она касније појављује на грбовима земаља или градова којима владају, али и међу западним и источним Словенима. Током XIX вијека, Илирски грб ће бити један од основних симбола Илирског покрета међу Јужним Словенима.

## Грб цара Стефана Душана
Грб цара Стефана Душана или грб Душановог царства према илирским грбовницима је грбовна композиција настала крајем XVI вијека, на којој су приказани стварни или приписани грбови територија Македоније (Macedoniae), Славоније (Slavoniae), Босне (Bosnae), Бугарске (Bvlgariae), Далмације (Dalmatie), Србије (Svrbiae), Хрватске (Crovatiae), Рашке (Rasciae) и Приморја (Primordiae), као и два мање јаснија грба за која се вјерује да су династички грбови Немањића и Косача. Композиција је украшена многим периферијама и овјенчана царском круном Немањића.
Због повезивања ове композиције са именом цара Душана, композиција се назива и грб Српског царства. Претпоставља се да је прва оваква грбовна композиција настала за потребе шпанског адмирала србокатоличког поријекла Петра (Педра) Охмућевића, а онда покренула стварање читавог низа сличних комбинација, махом копије овог.

## Грб цара Стефана Уроша
Грб цара Стефана Уроша или грб Урошевог царства је грбовна композиција настала током XVII вијека у илирској хералдици, а која у великој мјери подсјећа на претходни грб цара Душана.
То је такође грбовна композиција на којој су приказани стварни или приписани грбови Македоније (Macedoniae), Славоније (Slavoniae), Босне (Bosnae), Бугарске (Bvlgariae), Далмације (Dalmatie), Србије (Svrbiae), Хрватске (Crovatiae), Рашке (Rasciae) и Приморја (Primordiae), те династички грбови Немањића и Косача. Грб Стефана Уроша садржи и плашт (унутар грба), а цијела композиција је украшена царском круном Немањића (понегдје је приказана краљевска круна Немањића/Котроманића) и царским ланцем са медаљоном.
Како се ова грбовна композиција повезује са именом другог српског цара, Стефана Уроша Нејаког, композиција се такође назива и грб Српског царства.

## Грб Трибалије
Мотив црне вепрове главе рањене по косини, стријелом на сребреном пољу је један од најстаријих грбова приписаних Србији. Прво познато приписивање овог грба Србији је оно у Зборнику „Сабор у Констанци“ 1415. год. гдје се јавља као грб Српског царства или грба цара Србије.
Касније, овај мотив се јавља и на једном грбу деспота Стефана Лазаревића, али и у неким грбовницима широм Европе, гдје се њим означава територија Србије. У вријеме Првог српског устанка грб постаје популаран код устаника. На заставама устаника често су били грбови Србије и Трибалије, као и на Карађорђевом печату, печату Правитељствујушчег совјета и војводским заставама), али од тада као симбол не цијеле, већ првенствено централне Србије - Шумадије и на црвеној подлози.

## Грб Српског царства према Милошу Милојевићу
Средином XIX вијека у Србији се јавља читав низ приједлога у циљу надоградње тадашњег једноставног грба, који се састојао од крста са оцилима на црвеном штиту. Осим неизоставне круне и плашта, многи приједлози истичу враћање бијелог двоглавог орла као симбола српске средњовјековне државе.
Један од датих приједлога за грб обновљене Србије, под називом Велики грб Српског царства, била је грбовна композиција Милоша С. Милојевића. Ова грбовна композиција се састоји од вијенца у чијој се средини налази тада актуелни грб Кнежевине Србије, а ког у вијенцу окружују мањи грбови провинција које су некад припадале или се приписују да су припадале Српском царству. Управо због своје грбовне бројности дате у композицији (4 заставе и 41 грб), приједлог је постао популаран под наведеним именом.